# Acetila

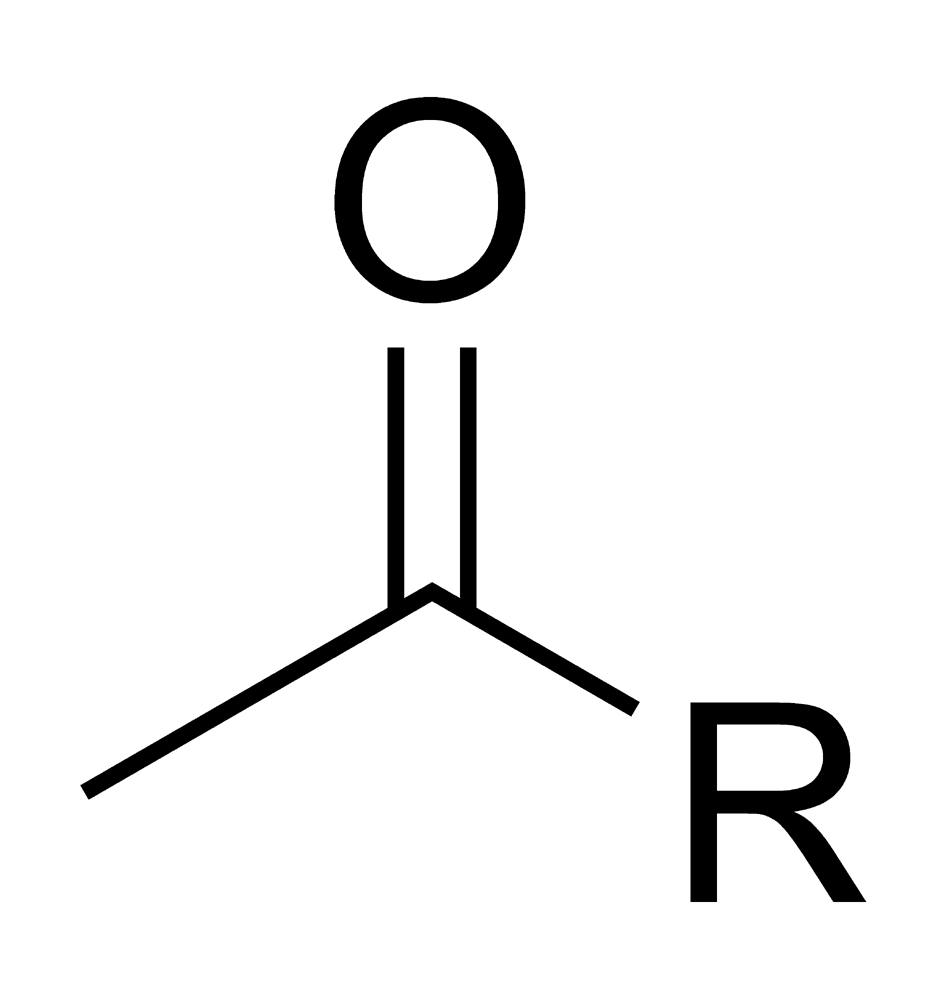
Estrutura química de um grupo acetila ligado ao radical R de uma molécula.

Em química orgânica, acetila (etanoila), é um grupo funcional, a acila do ácido acético, com fórmula química -COCH3. É algumas vezes abreviada como Ac (não confundir com o elemento actínio). O radical acetila contém um grupo metila ligado por ligação simples a um carbonila. O carbono da carbonila tem um único elétron disponível, com o qual forma uma ligação química ao remainder R da molécula.
O radical acetila é um componente de muitos compostos orgânicos, incluindo o neurotransmissor acetilcolina, e acetil-CoA, e os analgésicos acetaminofeno e ácido acetilsalicílico (mais conhecido como aspirina).

## Acetilação
A introdução de um grupo acetila em uma molécula é chamada acetilação (ou etanoilação). Em organismos vivos, grupos acetila são comumente transferidos ligados a Coenzima A (CoA), na forma de acetil-CoA. Acetil-CoA é um importante intermediário tanto em síntese biológica como na quebra de muitas moléculas orgânicas.
Grupos acetila são também frequentemente adicionados a histonas e outras proteínas modificando suas propriedades.  por exemplo, ao nível de DNA, a acetilação da histona por acetiltransferases (HATs) causa uma expansão da arquitetura da cromatina permitir transcrição genética de ocorrer. Inversamente, a remoção de grupos acetila por histona deacetilases (HDACs) condensa a estrutura do DNA, desse modo impedindo a transcrição.

## Farmacologia
Quando grupos acetila são ligados a outros determinadas moléculas orgânicas, elas dão uma habilidade aumentada para cruzar a barreira hematoencefálica.Isto faz a droga chegar ao cérebro mais rapidamente, fazendo os efeitos de droga mais intensos e aumentando a eficácia de um dose ministrada. Os grupos acetila são utilizados para  transformar o anti-inflamatório natural ácido salicílico (AS) no mais eficaz ácido acetilsalicílico (AAS), princípio ativo da aspirina. Similarmente, fazem o anestésico natural morfina em diacetilmorfina, ou heroína.